# Estadio Farul
El Estadio Farul (en rumano:Stadionul Farul) es un estadio de fútbol ubicado en la ciudad de Constanța, Distrito de Constanța, Rumania. El estadio fue inaugurado en 1971 y remodelado en 1999, posee una capacidad para 15 500 espectadores y en el disputa sus partidos como local el FC Farul Constanța club de la Liga Profesional Rumana.
La última renovación importante se llevó a cabo en 1999 por encargo del Ministerio de Juventud y Deportes, propietario del estadio. Gracias a estos trabajos, pudo cumplir con los requisitos para albergar partidos de la Selección Nacional de fútbol, en las clasificatorias para la Copa Mundial de 2006 y 2010.
Partidos de la Selección de Rumania en el estadio
| #   | Fecha                    | Resultado | Rival           | Competición                             |
| --- | ------------------------ | --------- | --------------- | --------------------------------------- |
| 1.  | 20 de septiembre de 1988 | 3–0       | Albania         | Amistoso                                |
| 2.  | 26 de abril de 2000      | 2–0       | Chipre          | Amistoso                                |
| 3.  | 27 de marzo de 2002      | 4–1       | Ucrania         | Amistoso                                |
| 4.  | 8 de junio de 2005       | 3–0       | Armenia         | Clasificación UEFA Copa Mundial de 2006 |
| 5.  | 17 de agosto de 2005     | 2–0       | Andorra         | Clasificación UEFA Copa Mundial de 2006 |
| 6.  | 3 de septiembre de 2005  | 2–0       | República Checa | Clasificación UEFA Copa Mundial de 2006 |
| 7.  | 16 de agosto de 2006     | 2–0       | Chipre          | Amistoso                                |
| 8.  | 2 de septiembre de 2006  | 2–2       | Bulgaria        | Clasificación para la Eurocopa 2008     |
| 9.  | 13 de octubre de 2007    | 1–0       | Países Bajos    | Clasificación para la Eurocopa 2008     |
| 10. | 11 de octubre de 2008    | 2–2       | Francia         | Clasificación UEFA Copa Mundial de 2010 |
| 11. | 28 de marzo de 2009      | 2–3       | Serbia          | Clasificación UEFA Copa Mundial de 2010 |